# تیری‌میناک
تیری‌میناک (به انگلیسی: Tirymynach) یک منطقهٔ مسکونی در بریتانیا است که در کردیگیون واقع شده‌است. تیری‌میناک ۱٬۹۰۱ نفر جمعیت دارد.